# نينجاتو
نينجاتو هو سيف ياباني صنعه النينجا لمقاومة الساموراي وهو سيف أقصر من سيف الساموراي بقليل وكذالك فإنه يختلف عن سيف الساموراي ببعض الاختلافات 
1. سيف الساموراي (كاتانا) مقوس وسيف النينجا مستقيم.
2. سيف الساموري يوضع على الخصر بنما سيف النينجا يوضع على الظهر.

تمت صناعته بعد أن قام أحد النينجا بسرقة سيف ساموراي مكسور فقامو بصناعته طبقا للمكسور.